# ديودوني كالوليكا
ديودوني كالوليكا (مواليد 1 أكتوبر 1981) هو لاعب كرة قدم كونغولي. آخر ظهور له كان مع النادي البلجيكي نادي سي إس فيزيه

## المنتخب الوطني
كان احد لاعبي المنتخب الكونغولي في كأس الأمم الأفريقية 2004 والذي احتل المركز الأخير في مجموعته في الجولة الأولى من المسابقة، وبالتالي فشل في التأهل رفقة منتخب بلاده إلى ربع النهائي.